# U-884
U-884 je bila nedokončana vojaška podmornica nemške Kriegsmarine med drugo svetovno vojno.

## Zgodovina
Gradnjo podmornice so naročili 2. aprila 1942, na kar se je gradnja pričela 29. avgusta 1943. Podmornico so splovili 17. maja 1944, a do konca vojne ni bila dokončana.